# Bergsjön (Gunnarskogs socken, Värmland)
Bergsjön är en sjö i Arvika kommun i Värmland och ingår i Göta älvs huvudavrinningsområde. Sjön är cirka 16 meter djup, har en yta på 2,97 kvadratkilometer och är belägen 98,2 meter över havet. Vid provfiske har bland annat abborre, braxen, gers och löja fångats i sjön.

## Delavrinningsområde
Bergsjön ingår i det delavrinningsområde (664016-131650) som SMHI kallar för Utloppet av Bergsjön. Medelhöjden är 155 meter över havet och ytan är 18,64 kvadratkilometer. Räknas de 38 avrinningsområdena uppströms in blir den ackumulerade arean 851,67 kvadratkilometer. Vaggeälven (Kivilampälven) som avvattnar avrinningsområdet har biflödesordning 3, vilket innebär att vattnet flödar genom totalt 3 vattendrag innan det når havet efter 292 kilometer. Avrinningsområdet består mestadels av skog (61 procent) och jordbruk (10 procent). Avrinningsområdet har 2,95 kvadratkilometer vattenytor vilket ger det en sjöprocent på 15,8 procent. Bebyggelsen i området täcker en yta av 0,23 kvadratkilometer eller 1 procent av avrinningsområdet.

## Fisk
Vid provfiske har följande fisk fångats i sjön:
- Abborre
- Braxen
- Gärs
- Löja
- Mört
- Nors
- Ruda
- Sarv
- Siklöja